# Светлогорское (Днепропетровская область)
Светлогорское (укр. Світлогірське) — село, Светлогорский сельский совет, Криничанский район, Днепропетровская область, Украина.
Код КОАТУУ — 1222081001. Население по переписи 2001 года составляло 1801 человек.
Является административным центром Светлогорского сельского совета, в который, кроме того, входит село Новоукраинка.

## Географическое положение
Село Светлогорское находится на берегу реки Мокрая Сура, выше по течению примыкают пгт Кринички и село Суворовское, ниже по течению на расстоянии в 5 км и на противоположном берегу — село Оленовка. Через село проходят автомобильные дороги М-04 (E 50), Т-0430 и Т-0439.

## История
Образовано в 1922 году путём объединения сел Кинь-Грусть и Анно-Зачатовка в один населённый пункт.

## Персоналии
- Богатырь Иван Иванович (1919—1982) — участник Великой Отечественной войны, Герой Советского Союза (1942).

## Экономика
- «Светлогорское», ООО.

## Объекты социальной сферы
- Школа[3].
- Дом культуры.
- Детский сад.
- Фельдшерско-акушерский пункт.